# جيمس بولتون
جيمس بولتون (بالإنجليزية: James Bolton) هو لاعب كرة قدم بريطاني في مركز الدفاع، ولد في 13 أغسطس 1994 في ستون ‏ في المملكة المتحدة. لعب مع ماكليسفيلد تاون.

## وصلات خارجية
- جيمس بولتون على موقع قاعدة بيانات كرة القدم.إي يو (الإنجليزية)
- جيمس بولتون على موقع Soccerbase.com (لاعب) (الإنجليزية)
- جيمس بولتون على موقع Soccerway.com (الإنجليزية)